# ムサンダム特別行政区
ムサンダム特別行政区（ムサンダムとくべつぎょうせいく、アラビア語: محافظة مسندم Muḥāfaẓat Musandam、英語: Musandam Governorate）は、オマーンを構成する行政区（ムハーファザ）の一つ。ホルムズ海峡に面したオマーンの飛び地である。行政区の中心は北部のハサブで、首都マスカットからは480km離れている。
飛び地領土の本体全体を指して「ムサンダム半島」とも呼ぶ。

## 地理

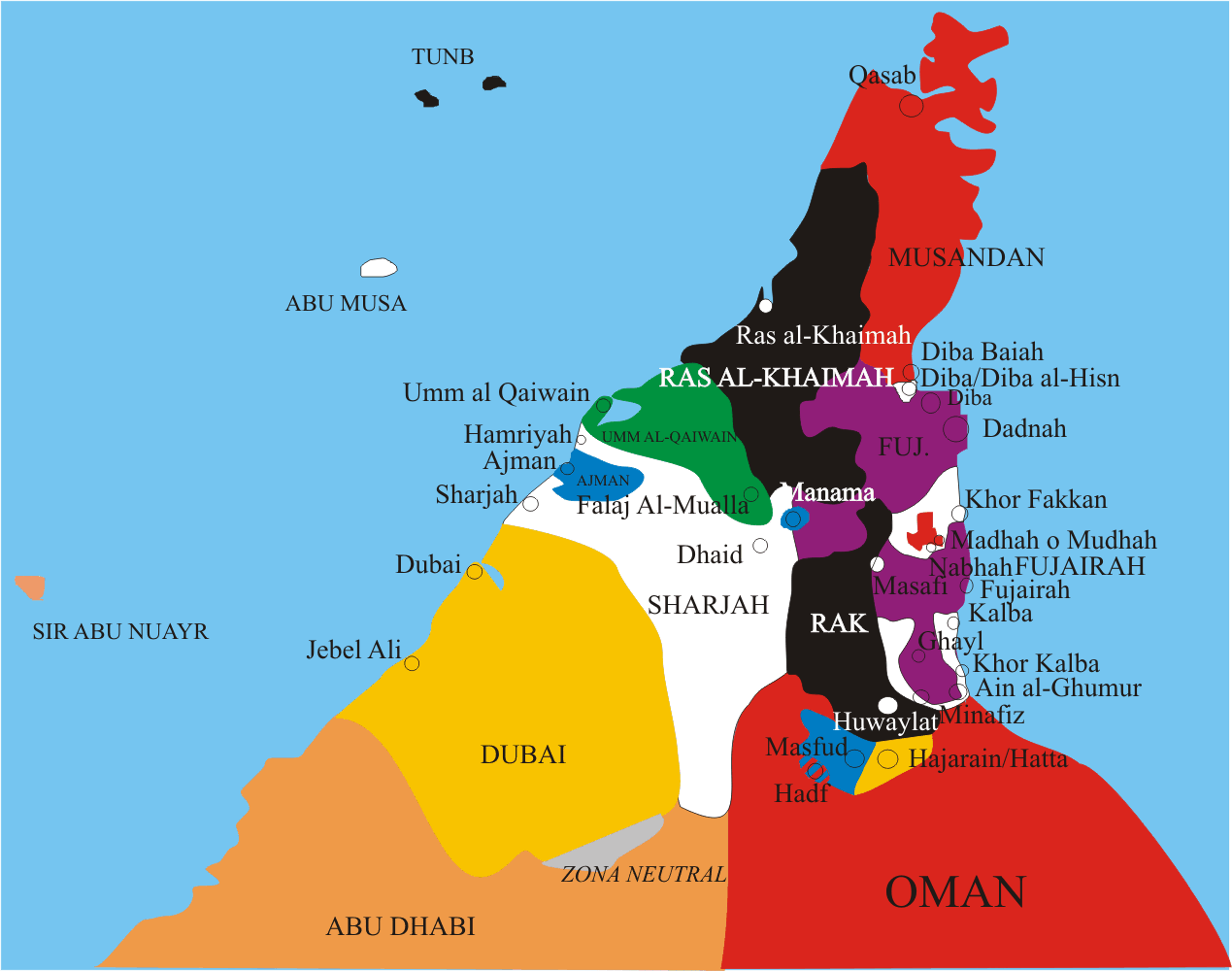
周辺の首長国

ムサンダム半島が海に突き出し、対岸のイランとの間にホルムズ海峡を形成している。東はオマーン湾、西はペルシャ湾である。
地形は峻険で、1800mを超える山々がそびえる。ムサンダム半島では「フィヨルド」とも称される複雑な海岸線を生み出しており、その先端は Ras Musandam（ムサンダム岬）として知られる。
自然地理的のみならず政治地理的にも複雑である。この行政区はアラブ首長国連邦によってオマーン本土と隔てられており、飛び地となっている。アラブ首長国連邦構成国の中では、西南に旧オマーン領であるラアス・アル＝ハイマ、東南にフジャイラと接するほか、シャールジャとも複雑な接し方をしている。
オマーンの飛び地であるムサンダム行政区は、アラブ首長国連邦（シャールジャの飛び地）の中にマドハー県を飛び地として抱えている。このマダ県の中にはさらにシャールジャの飛び地であるナフワが含まれている。また、ディバー・アル＝バイアの町は、ディバ・アル・フジャイラ（フジャイラ領）、ディバ・アル・ヒスン（シャールジャ領）とともに一つのディバ (Dibba) という都市を構成している。

## 隣接行政区画
- フジャイラ
- ラアス・アル＝ハイマ

### 飛び地
- シャールジャ

## 下位行政区画
4つの県（ウィラーヤ）からなる。2003年の統計によれば、20,380人がオマーン人であり、7,883人がオマーン国籍を持たない。
| 県                                     | 村の数 | 人口   |
| -------------------------------------- | ------ | ------ |
| ハサブ                                 | 136    | 17,680 |
| ブハー (Bukha)                         | 86     | 2,839  |
| ディバー・アル＝バイア (Dibba Al-Baya) | 114    | 5,498  |
| マドハー                               | 10     | 2,246  |
| 計                                     | 346    | 28,263 |

上記統計：2003年

## 交通
地理的にもアラブ首長国連邦との結びつきが強く、ドバイからは自動車で3時間程度である。

### 空港
- ハサブ空港 - マスカットとの定期便が就航している。
- ディバ空港 - 定期便の就航がない。

### 港
ハサブやディバの港はムサンダム半島観光の拠点となっている。
2006年、ハサブとマスカットの間に高速フェリーが就航した。国家経済省が所有する国有フェリー会社が運航する「ホルムズ」「shinas」の2隻で、52～56ノット（時速96～104km）の速さで、ハサブとマスカットを5時間少々で結ぶ。。

## 産業・経済
経済的にもアラブ首長国連邦との結びつきが強い。ムサンダムでは、農業・漁業・牧畜・手工業・漁船造船などの伝統的な産業が行われている。
この地域は、自然環境によって観光地としても知られている。珊瑚礁もあるムサンダム半島の「フィヨルド」では、スキューバダイビングのポイントがいくつも確立されている。

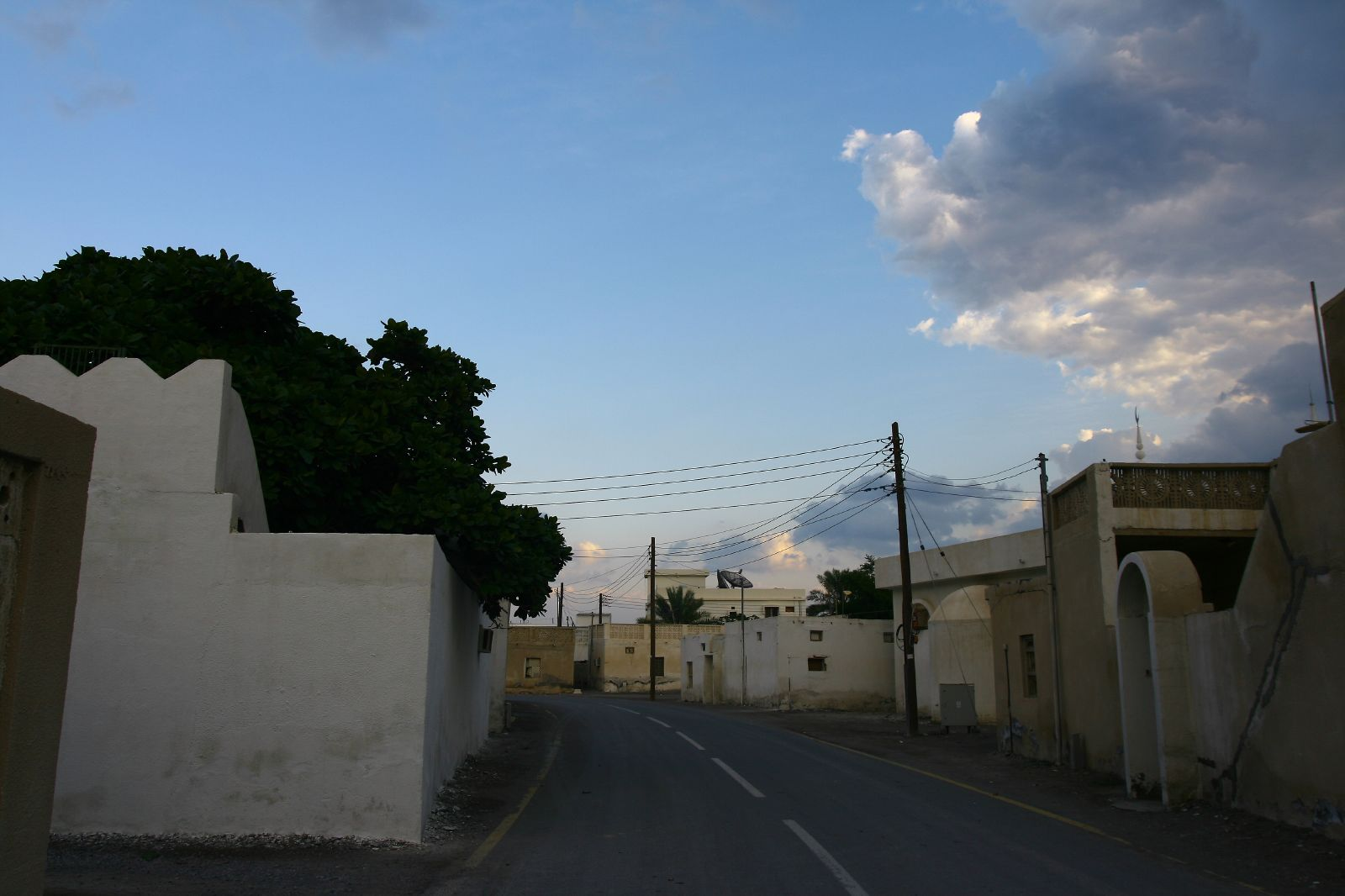
ハサブの街。
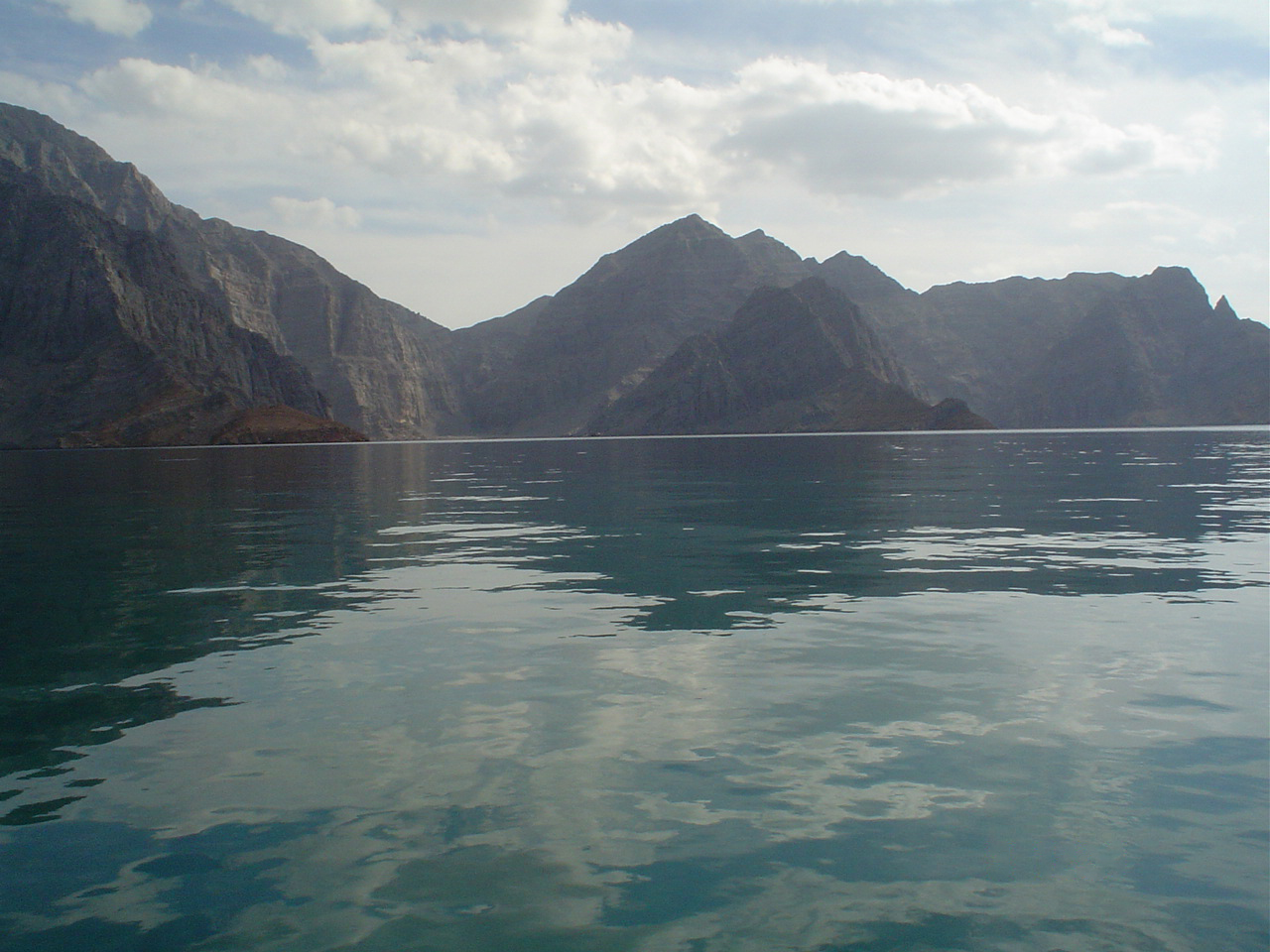
ハサブの海と山。
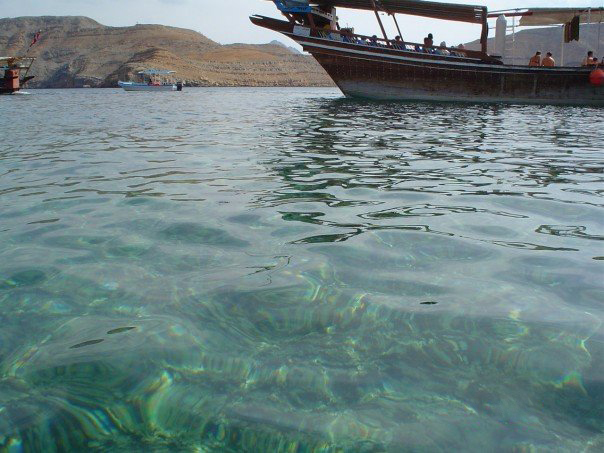
ダイビングでも知られる。
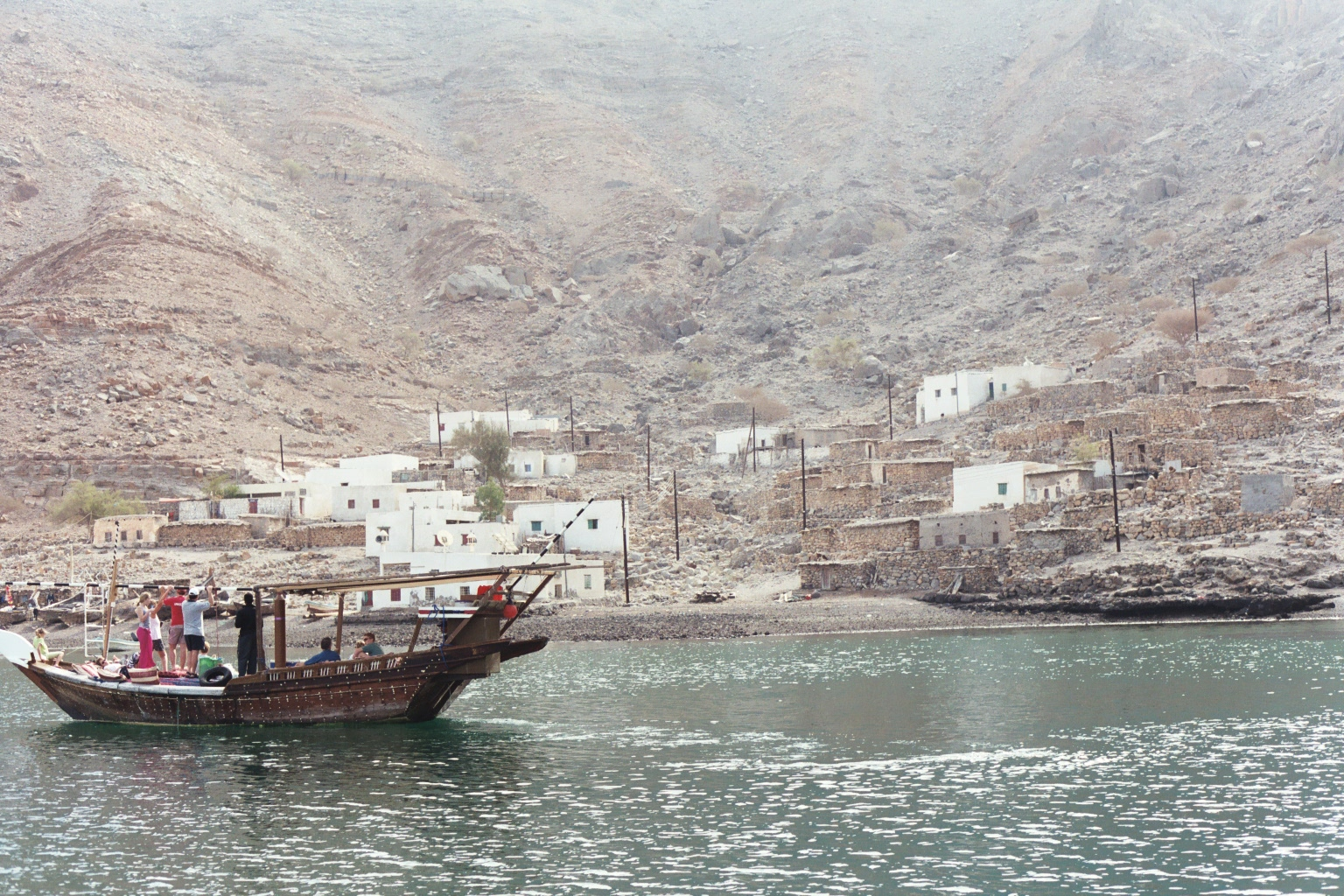
ムサンダム半島の「フィヨルド」の集落。
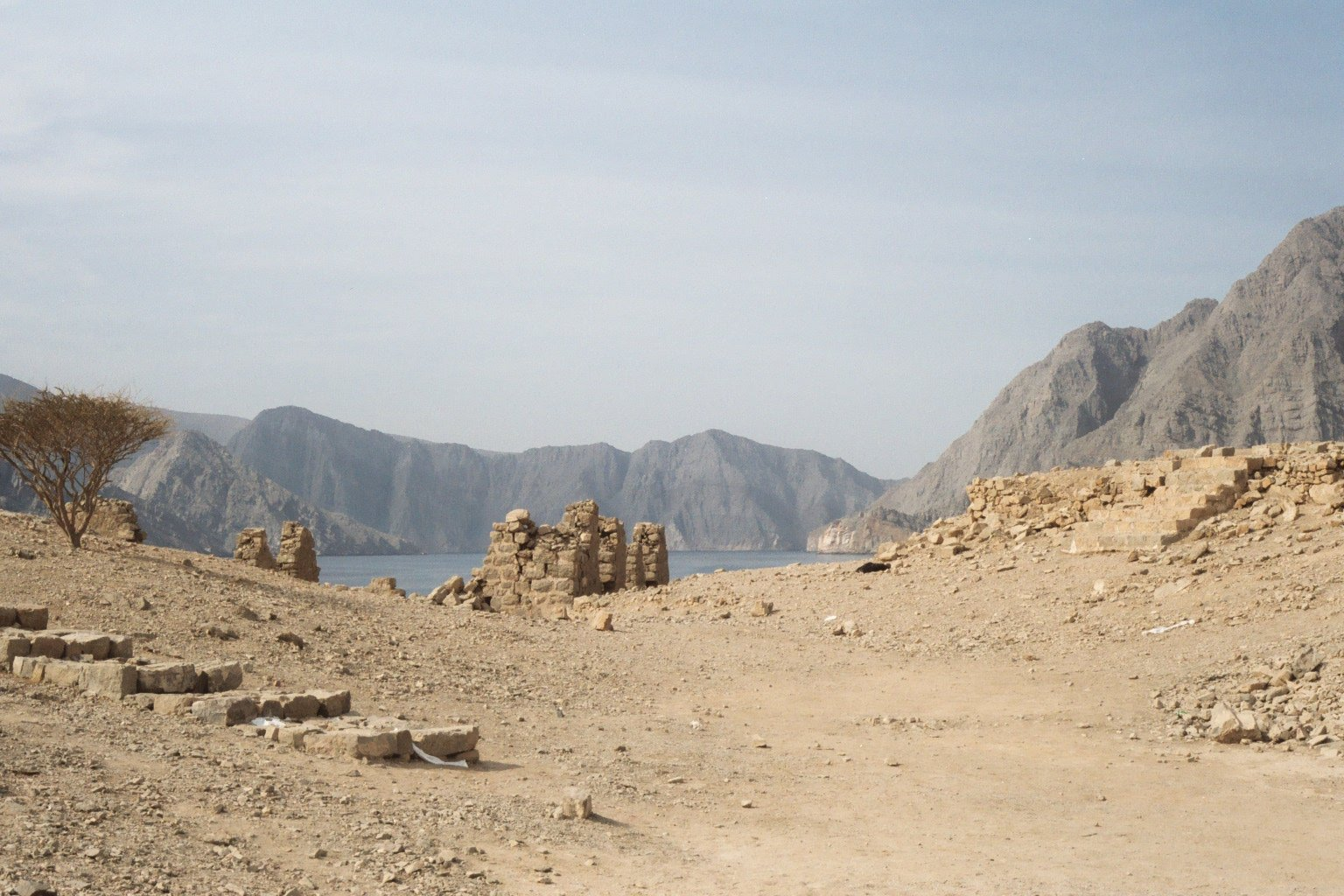
「フィヨルド」にあるテレグラフ島。
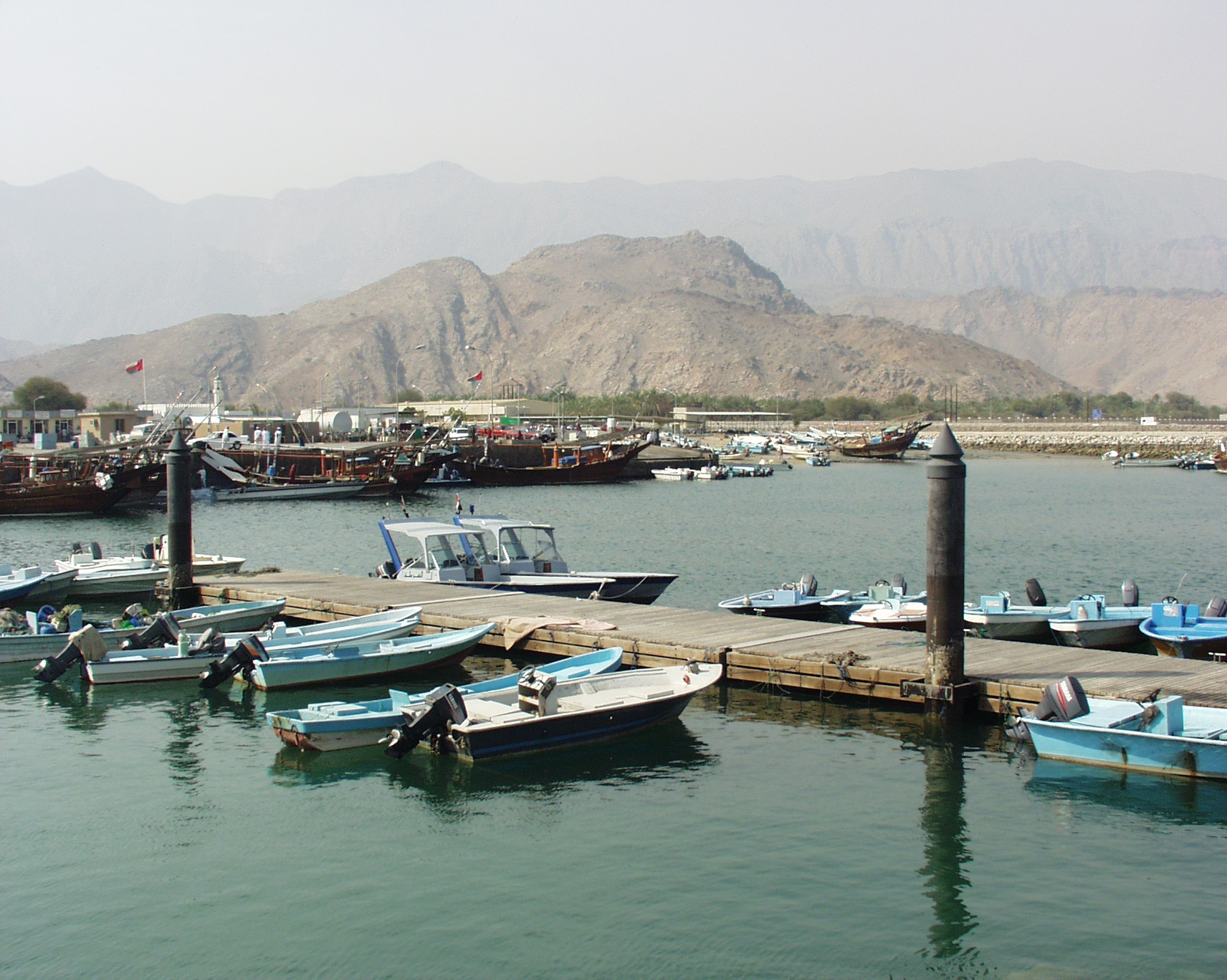
ディバ港は「フィヨルド」観光の拠点。
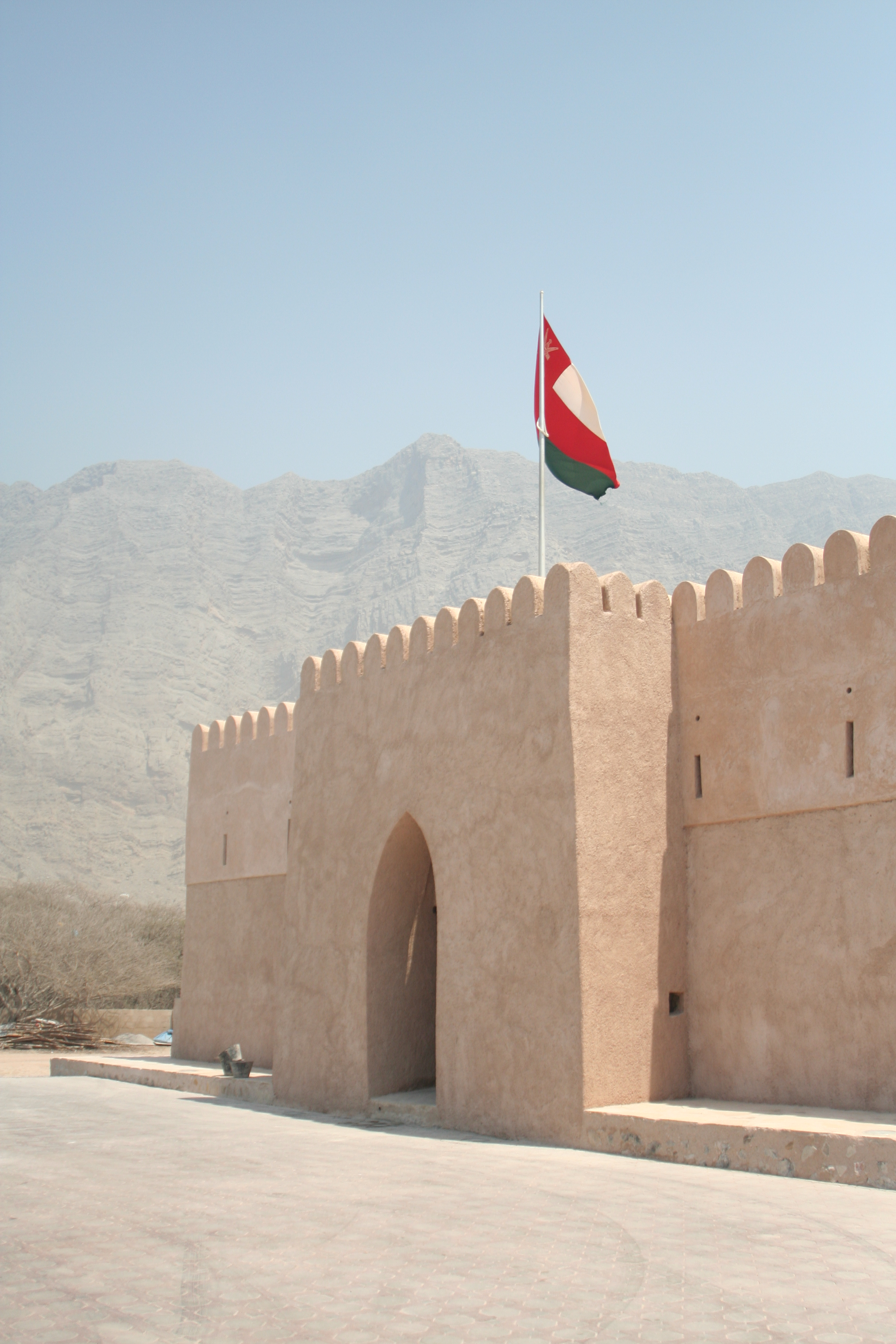
ブハーの砦

## 註
1. ↑  Musandam Governorate オマーン情報省 - ウェイバックマシン（2005年12月30日アーカイブ分）
2. ↑  "Muscat to Musandam by sea", the Week, July 30, 2008, by Benoy George Thomas. （英語）